# Кубок СРСР з футболу 1949
Кубок СРСР з футболу 1949 — 10-й розіграш кубкового футбольного турніру в СРСР, який відбувся в червні-листопаді 1949 року. Володарем Кубка вперше стало московське «Торпедо».

## Попередній раунд

### Центральна зона
1/4 фіналу
| Команда 1       | Рахунок | Команда 2         |
| --------------- | ------- | ----------------- |
| БО (Мінськ)     | 3 – 0   | БО (Рига)         |
| Калев (Таллінн) | 0 – 2   | Спартак (Вільнюс) |

Півфінали
| Команда 1           | Рахунок | Команда 2         |
| ------------------- | ------- | ----------------- |
| Локомотив (Ашхабад) | 1 – 2   | Динамо (Алма-Ата) |
| Динамо (Кутаїсі)    | [ 1 ]   | Спартак (Єреван)  |
| Динамо (Кишинів)    | 3 – 2   | Спартак (Вільнюс) |
| БО (Мінськ)         | 3 – 1   | Спартак (Мінськ)  |
| Зеніт (Фрунзе)      | 0 – 5   | БО (Ташкент)      |
| Спартак (Тбілісі)   | 2 – 0   | БО (Тбілісі)      |

Фінали
| Команда 1        | Рахунок  | Команда 2         |
| ---------------- | -------- | ----------------- |
| БО (Мінськ)      | 2 – 1    | Динамо (Кишинів)  |
| Динамо (Кутаїсі) | 3 – 2    | Спартак (Тбілісі) |
| БО (Ташкент)     | 3 – 2 дч | Динамо (Алма-Ата) |

### Зона РРФСР 1
Півфінали
| Команда 1                 | Рахунок | Команда 2                   |
| ------------------------- | ------- | --------------------------- |
| СКІФ (Москва)             | [ 3 ]   | Суднобудівник (Севастополь) |
| Трактор (Таганрог)        | 4 – 2   | Харчовик (Астрахань)        |
| Суднобудівник (Каспійськ) | 3 – 1   | Метробуд (Москва)           |
| Динамо (Воронеж)          | 2 – 1   | Динамо (Краснодар)          |
| Динамо (Ростов-на-Дону)   | [ 4 ]   | ВПС-2 (Москва)              |

Фінали
| Команда 1               | Рахунок | Команда 2                 |
| ----------------------- | ------- | ------------------------- |
| СКІФ (Москва)           | 2 – 3   | Трактор (Таганрог)        |
| Динамо (Воронеж)        | 2 – 1   | Суднобудівник (Каспійськ) |
| Динамо (Ростов-на-Дону) | 5 – 0   | ВМС (Москва)              |

### Зона РРФСР 2
1/4 фіналу
| Команда 1                     | Рахунок | Команда 2                     |
| ----------------------------- | ------- | ----------------------------- |
| Цветмет (Каменськ-Уральський) | 3 – 2   | Динамо (Свердловськ)          |
| БО (Новосибірськ)             | 3 – 2   | Металург (Кузнецьк-Сталінськ) |

Півфінали
| Команда 1                 | Рахунок | Команда 2                     |
| ------------------------- | ------- | ----------------------------- |
| Крила Рад (Молотов)       | 2 – 0   | Цветмет (Каменськ-Уральський) |
| Більшовик (Омськ)         | 0 – 3   | БО (Новосибірськ)             |
| Металург (Магнітогорськ)  | 0 – 2   | Дзержинець (Челябінськ)       |
| Хімік (Кемерово)          | 3 – 0   | Шахтар (Кемерово)             |
| Дзержинець (Нижній Тагіл) | 1 – 2   | БО (Свердловськ)              |
| Динамо (Челябінськ)       | 2 – 0   | Авангард (Свердловськ)        |

Фінали
| Команда 1           | Рахунок | Команда 2               |
| ------------------- | ------- | ----------------------- |
| Крила Рад (Молотов) | 3 – 0   | БО (Новосибірськ)       |
| БО (Свердловськ)    | 2 – 0   | Хімік (Кемерово)        |
| Динамо (Челябінськ) | 3 – 2   | Дзержинець (Челябінськ) |

### Зона РРФСР 3
1/4 фіналу
| Команда 1         | Рахунок | Команда 2          |
| ----------------- | ------- | ------------------ |
| Металург (Москва) | 2 – 1   | Хімік (Дзержинськ) |

Півфінали
| Команда 1         | Рахунок  | Команда 2                 |
| ----------------- | -------- | ------------------------- |
| Спартак (Рязань)  | 3 – 2    | Крила Рад (Горький)       |
| Динамо (Люберці)  | 0 – 4    | Торпедо (Горький)         |
| БО (Ленінград)    | 2 – 1    | Суднобудівник (Ленінград) |
| Спартак (Пенза)   | 0 – 2 дч | Динамо (Саратов)          |
| МВО (Москва)      | 1 – 2    | Динамо (Казань)           |
| Металург (Москва) | 3 – 0    | Іжевський завод (Іжевськ) |

Фінали
| Команда 1         | Рахунок | Команда 2        |
| ----------------- | ------- | ---------------- |
| БО (Ленінград)    | 7 – 0   | Спартак (Рязань) |
| Металург (Москва) | 3 – 1   | Динамо (Казань)  |
| Торпедо (Горький) | 2 – 0   | Динамо (Саратов) |

### Зона РРФСР 4
1/4 фіналу
| Команда 1                 | Рахунок | Команда 2           |
| ------------------------- | ------- | ------------------- |
| Червоний Прапор (Іваново) | 2 – 0   | Спартак (Іваново)   |
| Зеніт (Тула)              | [ 6 ]   | Спартак (Ленінград) |

Півфінали
| Команда 1                   | Рахунок  | Команда 2                       |
| --------------------------- | -------- | ------------------------------- |
| ЗІК (Калінінград)           | [ 7 ]    |                                 |
| Знамя Труда (Орєхово-Зуєво) | 1 – 0 дч | Хімік (Орєхово-Зуєво)           |
| Дзержинець (Коломна)        | 1 – 0    | Будівельник (Дульово)           |
| Спартак (Ногінськ)          | 3 – 1    | Червоний Прапор (Іваново)       |
| Спартак (Калінін)           | 2 – 1 дч | Спартак (Ленінградська область) |
| Динамо (Владимир)           | 0 – 2    | К-да міста Ковров               |

Фінали
| Команда 1                   | Рахунок  | Команда 2            |
| --------------------------- | -------- | -------------------- |
| Знамя Труда (Орєхово-Зуєво) | 3 – 1 дч | Дзержинець (Коломна) |
| Спартак (Ногінськ)          | 3 – 2    | Спартак (Калінін)    |
| К-да міста Ковров           | 2 – 1 дч | ЗІК (Калінінград)    |

### Зона УРСР
1/4 фіналу
| Команда 1              | Рахунок  | Команда 2                       |
| ---------------------- | -------- | ------------------------------- |
| Спартак (Ужгород)      | 4 – 2    | Трудові резерви (Ворошиловград) |
| Спартак (Львів)        | 3 – 2    | Суднобудівник (Миколаїв)        |
| Харчовик (Одеса)       | 1 – 0    | Дзержинець (Харків)             |
| Динамо (Ворошиловград) | 1 – 0    | Динамо (Чернівці)               |
| Спартак (Херсон)       | 5 – 0    | БО (Львів)                      |
| Більшовик (Мукачево)   | 4 – 2 дч | Спартак (Київ)                  |

Півфінали
| Команда 1              | Рахунок  | Команда 2                  |
| ---------------------- | -------- | -------------------------- |
| Харчовик (Одеса)       | 2 – 0    | Динамо (Ворошиловград)     |
| БО (Київ)              | 3 – 1 дч | Металург (Дніпропетровськ) |
| Шахтар (Кадіївка)      | 3 – 2    | Більшовик (Мукачево)       |
| Спартак (Херсон)       | [ 8 ]    | Спартак (Львів)            |
| Авангард (Краматорськ) | [ 9 ]    | Торпедо (Харків)           |
| Локомотив (Запоріжжя)  | 2 – 0    | Спартак (Ужгород)          |

Фінали
| Команда 1             | Рахунок | Команда 2              |
| --------------------- | ------- | ---------------------- |
| Спартак (Херсон)      | [ 10 ]  | Харчовик (Одеса)       |
| Локомотив (Запоріжжя) | [ 11 ]  | Авангард (Краматорськ) |
| БО (Київ)             | 1 – 0   | Шахтар (Кадіївка)      |

## Фінальний етап

### Перший раунд
| Команда 1                     | Рахунок  | Команда 2                    |
| ----------------------------- | -------- | ---------------------------- |
| Крила Рад (Молотов)           | 2 – 1    | Сарканайс металургс (Лієпая) |
| Знамя Труда (Орєхово-Зуєво)   | 2 – 0    | Динамо (Новосибірськ)        |
| Завод ім. Димитрова (Тбілісі) | 1 – 2 дч | БО (Ленінград)               |
| БО (Ташкент)                  | 2 – 1    | Динамо (Чимкент)             |

### Другий раунд
| Команда 1                   | Рахунок | Команда 2               |
| --------------------------- | ------- | ----------------------- |
| К-да міста Харків           | 3 – 1   | БО (Мінськ)             |
| Динамо (Таллінн)            | 1 – 4   | Динамо (Ростов-на-Дону) |
| Буревісник (Фрунзе)         | 0 – 1   | Динамо (Челябінськ)     |
| К-да міста Бобруйськ        | 1 – 3   | Металург (Москва)       |
| Завод Прогрес (Ленінград)   | 2 – 1   | БО (Свердловськ)        |
| Локомотив (Кишинів)         | 2 – 7   | К-да міста Ковров       |
| Спартак (Ашхабад)           | 0 – 4   | Торпедо (Горький)       |
| Крила Рад (Молотов)         | 3 – 1   | Даугава (Рига)          |
| ККФ (Баку)                  | 1 – 3   | Спартак (Ногінськ)      |
| Динамо (Ташкент)            | 2 – 0   | Трактор (Таганрог)      |
| Динамо (Сталінабад)         | 2 – 1   | БО (Київ)               |
| Динамо (Петрозаводськ)      | 2 – 5   | Локомотив (Запоріжжя)   |
| БО (Єреван)                 | 1 – 3   | Спартак (Херсон)        |
| БО (Ташкент)                | 1 – 2   | Крила Рад (Куйбишев)    |
| ЦБЧА-3 (Москва)             | 1 – 2   | Динамо (Воронеж)        |
| БО (Ленінград)              | 1 – 0   | Локомотив (Москва)      |
| Інкарас (Каунас)            | 4 – 2   | Динамо (Кутаїсі)        |
| Знамя Труда (Орєхово-Зуєво) | 2 – 0   | ВПС (Москва)            |

### Третій раунд
| Команда 1                   | Рахунок  | Команда 2            |
| --------------------------- | -------- | -------------------- |
| Динамо (Ростов-на-Дону)     | 3 – 2    | Динамо (Ленінград)   |
| Завод Прогрес (Ленінград)   | 1 – 3    | Нафтовик (Баку)      |
| Локомотив (Харків)          | 2 – 1    | Динамо (Челябінськ)  |
| К-да міста Ковров           | 1 – 0    | Шахтар (Сталіне)     |
| Локомотив (Запоріжжя)       | 1 – 3 дч | Динамо (Тбілісі)     |
| Спартак (Ногінськ)          | 1 – 5    | Спартак (Москва)     |
| К-да міста Харків           | 1 – 3    | Торпедо (Москва)     |
| Динамо (Сталінабад)         | 1 – 0    | Динамо (Єреван)      |
| Крила Рад (Молотов)         | 0 – 2    | Крила Рад (Куйбишев) |
| Знамя Труда (Орєхово-Зуєво) | 1 – 4    | БО (Ленінград)       |
| Інкарас (Каунас)            | 0 – 3    | Зеніт (Ленінград)    |
| Динамо (Воронеж)            | 0 – 7    | ЦБЧА (Москва)        |
| Динамо (Москва)             | 10 – 0   | Металург (Москва)    |
| Торпедо (Горький)           | 0 – 3    | Динамо (Київ)        |
| Динамо (Ташкент)            | 0 – 2    | Торпедо (Сталінград) |
| Спартак (Херсон)            | 2 – 1    | Динамо (Мінськ)      |

### 1/8 фіналу
| Команда 1               | Рахунок  | Команда 2            |
| ----------------------- | -------- | -------------------- |
| Динамо (Ростов-на-Дону) | 1 – 3    | Нафтовик (Баку)      |
| Динамо (Тбілісі)        | 4 – 0    | К-да міста Ковров    |
| Торпедо (Москва)        | 1 – 0 дч | Крила Рад (Куйбишев) |
| Спартак (Москва)        | 4 – 1    | Динамо (Київ)        |
| Спартак (Херсон)        | 1 – 0    | БО (Ленінград)       |
| Динамо (Москва)         | 3 – 0    | Динамо (Сталінабад)  |
| ЦБЧА (Москва)           | 3 – 2 дч | Локомотив (Харків)   |
| Зеніт (Ленінград)       | 1 – 0    | Торпедо (Сталінград) |

### 1/4 фіналу
| Команда 1        | Рахунок | Команда 2         |
| ---------------- | ------- | ----------------- |
| ЦБЧА (Москва)    | 3 – 2   | Зеніт (Ленінград) |
| Спартак (Москва) | 3 – 1   | Спартак (Херсон)  |
| Динамо (Москва)  | 7 – 1   | Динамо (Тбілісі)  |
| Торпедо (Москва) | 2 – 0   | Нафтовик (Баку)   |

### Півфінали
| Команда 1        | Рахунок | Команда 2        |
| ---------------- | ------- | ---------------- |
| Торпедо (Москва) | 2 – 1   | ЦБЧА (Москва)    |
| Динамо (Москва)  | 2 – 1   | Спартак (Москва) |

### Фінал
| 4 листопада 1949 |

| «Торпедо»                    | 2 – 1 | «Динамо»  |
| ---------------------------- | ----- | --------- |
| Нечаєв 38' В. Пономарьов 83' | Звіт  | Ільїн 17' |

| «Динамо» (Москва) Глядачів: 70 000 Арбітр: Бєлянін (Москва) |